# Sreeja Akula
Sreeja Akula (Hyderabad, 31 juli 1998) is een Indiaas professioneel tafeltennisster. Zij speelt rechtshandig, met de penhoudersgreep.
Ze won goud in de gemengd dubbel op de Gemenebestspelen 2022.